# 圣伊波利特 (滨海夏朗德省)
圣伊波利特（法語：Saint-Hippolyte，法語發音：[sɛ̃.t‿ipɔlit] ⓘ）是法国滨海夏朗德省的一个市镇，位于该省中西部，属于罗什福尔区。

## 地理
圣伊波利特（45°55'18"N, 0°53'50"W）面积23.28 平方千米，位于法国新阿基坦大区滨海夏朗德省，该省份为法国西部滨海省份，北起旺代省，西临大西洋，南至吉倫特省，东南接多爾多涅省，东北接德塞夫勒省接壤，东临夏朗德省。
与圣伊波利特接壤的市镇（或旧市镇、城区）包括：卡巴里奥、埃希莱、羅什福爾、托奈夏朗德、特里宰、拉瓦莱。

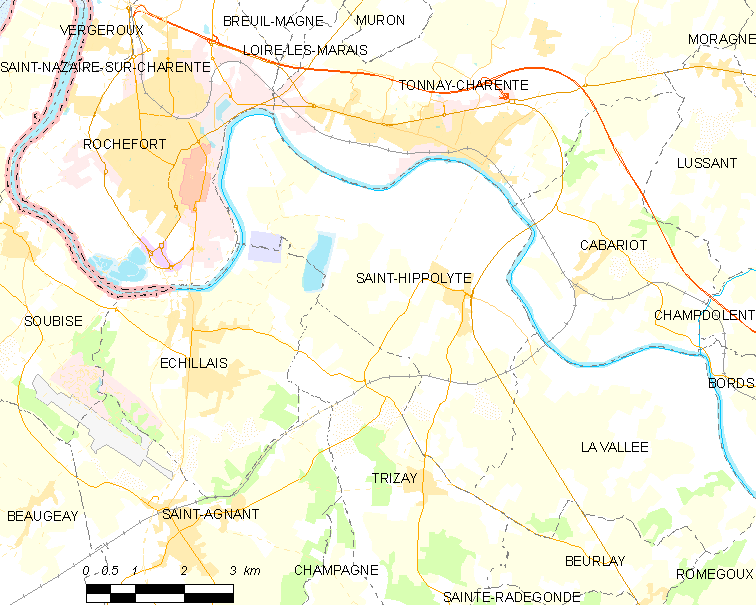
的OSM定位图

圣伊波利特的时区为UTC+01:00、UTC+02:00（夏令时）。

## 行政
圣伊波利特的邮政编码为17430，INSEE市镇编码为17346。

## 政治
圣伊波利特所属的省级选区为托奈夏朗德县。

## 人口

1962-2008年间人口变化图示

圣伊波利特于2022年1月1日时的人口数量为1485人。